# مؤيد شعبان
مؤيد إبراهيم صلاح شعبان (أبو إبراهيم؛ 12 أغسطس 1968 في مخيم نور شمس – ) سياسي فلسطيني وهو من عائلة لجئت من بلدة قنير قضاء حيفا، ودرس المرحلتين الإبتدائية والإعدادية في مدرسة مخيم نور شمس التابعة لوكالة الغوث وتشغيل اللاجئين الفلسطينيين الأونروا، وحصل على شهادة الثانوية العامة من مدرسة طولكرم الثانوية عام 1986، ونال درجة البكالوريوس في الاجتماعيات من جامعة القدس المفتوحة في طولكرم عام 2014، وفي عام 2022 حصل على درجة الماجستير في الإدارة العامة من جامعة خضوري.

## سيرته
مؤيد إبراهيم شعبان التحق بجهاز الوحدات الخاصة التابع للسلطة الوطنية الفلسطينية وكان مديراً له في الفترة بين عامين (2001-2005) ، ثم انتقل إلى جهاز الإستخبارات العسكرية وأداره في عام (2007-2008) وانتقل في عام 2009 للعمل في جهاز المخابرات الفلسطينية. تم اعتقاله عدة مرات أولها عام 1985 وخرج بعد سنة، ومن ثم اعتُقِلَ للمرة الثانية عام 1990 وقضى عامين في السجن وبعدها تم اعتقاله عام 1993 بتهمة العمل ضمن مجموعة تابعة لصقور فتح وحكم عليه بالسجن لمدة 15 عام ولكنه أُفرج عنه عام 1999 ضمن إفراجات عملية السلام.
تسلم العديد من المهام وكان عضواً في الكثير من الأشياء منها:
- عضو منتخب في إقليم حركة فتح منذ العام 2008.
- عضو المؤتمر العام السادس لحركة فتح في بيت لحم 2009.
- عضو  المجلس الثوري لحركة فتح منذ العام 2016.
- عضو مجلس أمناء جامعة فلسطين التقنية "خضوري" في طولكرم بقرارٍ صادرٍ عن الرئيس الفلسطيني محمود عباس منذ 15 يناير 2023 وحتى 13 مايو 2025.[5][6][7]
- عضو مجلس إدارة نادي الأسير الفلسطيني منذ العام 2019.
- رئيس هيئة مقاومة الجدار والاستيطان منذ كانون الثاني من العام 2021.
- تسلم مهام أمين سر حركة فتح في طولكرم في الفترة ما بين 2011-2012 وفي الفترة بين 2012-2017.